# Pere Ibarra i Ruiz
Pere Ibarra i Ruiz (Elx, Baix Vinalopó, 10 d'abril de 1858 - Elx, Baix Vinalopó, 8 de gener de 1934) fou un arqueòleg, historiador, escriptor, arxiver i bibliotecari valencià.
Estudià a la Reial Acadèmia de Belles Arts de Sant Carles i a l'Escola de Belles Arts de Barcelona i, acabats els estudis d'arxiver-bibliotecari a l'Escola Superior de Diplomàtica de Madrid, el 1891 tornà a Elx, on s'establí i on fou nomenat cronista oficial de la vila. Durant la seva llarga trajectòria va ser membre de diverses associacions científiques i culturals, com la Real Acadèmia de Cultura Valenciana, l'Institut Arqueològic Alemany de Berlín, la Societat Cultural Hispànica de Bordeus, l'Associació Artisticoarqueològica Barcelonesa o la Hispanic Society of America de Nova York.
Pere Ibarra va ser el primer estudiós que va publicar la troballa del bust de l'Alcúdia, que va considerar un Apol·lo, i va ser qui va difondre la notícia del descobriment d'aquella obra escultòrica anomenada després Dama d'Elx. Col·laborà, entre altres publicacions, a Las Provincias de València i a la Revista de Arquitectura de Barcelona, i publicà obres sobre Elx i la seva àrea. I publicà la consueta més antiga coneguda de la Festa d’Elx i els primers programes oficials de la Festa.
Pere Ibarra dedicà gran part de la seva vida a la recopilació de notícies i objectes per comprendre i escriure la història d'Elx, continuant així la tasca iniciada anys abans pel seu germà Aurelià. Part del seu temps el dedicà a l'arqueologia, entesa com a font històrica des de la qual recol·lectar dades que li permetessin conèixer el passat més remot de la seva ciutat natal. Excavacions arqueològiques, recollida dinformació i de materials, apunts manuscrits, fotografies i dibuixos arqueològics, són alguns dels elements que Ibarra va llegar, i que posteriorment van ser el germen de diverses institucions públiques il·licitanes, com el Museu Arqueològic i d'Història d'Elx, l'Arxiu Municipal d'Elx o la Biblioteca. La impressionant tasca erudita de Pere Ibarra, va reeixir també en l'anomenat «Museo Ibarra», on l'historiador va reunir tots els testimonis materials, documentals i bibliogràfics que va recopilar al llarg de la seua vida amb el fi que serviren de base a la gran Història d’Elx que havia projectat amb el seu germà per part de pare Aurelià Ibarra Manzoni (1834-1890).

## Publicacions[1][2]
- El pantano de Elche... (1892)
- “Conclusiones (sobre la Dama de Elche)”, Revista de Arquitectura y Construcción (1903)
- Historia de Elche (1895)

“Hallazgo en Illici”, La Correspondencia Alicantina (1897)
- La ‘Festa’ de Elche (1901)
- El teatro de Elche: sus orígenes... (1903)
- “El Cristianismo en Illici”, Revista de la Asociación Artístico-Arqueológica Barcelonesa, IV, pàgs. 912-917 (1905)
- El obispo Tormo y su obra (1910)
- Numismática y monumentos de Elche (1920),
- “Antigua Basílica de Elche”, Boletín de la Real Academia de la Historia, 49 (1906), pàgs. 119-132 (1926)